# 11è Simposi Mundial de Música Coral
L'11è Simposi Mundial de Música Coral és un festival que, sota el nom d'Els colors de la pau, va tenir lloc a Barcelona entre el 22 i el 29 de juliol de 2017 organitzat per la Federació Catalana d'Entitats Corals i la Federació Internacional per a la Música Coral. Considerat el festival més important del món en el camp de la música coral, va incloure més de 80 concerts de música coral arreu de Catalunya, tot i que les activitats principals van tenir lloc a Barcelona, concretament a L'Auditori, el Palau de la Música i la Sagrada Família. A part dels concerts, s'hi van programar conferències i classes magistrals amb més de 40 ponents. A més, hi van participar 24 cors internacionals.
A part dels concerts inaugural i de cloenda, l'altre gran esdeveniment va ser el concert que va tenir lloc a la Sagrada Família el 26 de juliol. Hi van participar més de 600 membres de 28 corals catalanes, que van fer un repàs a la música coral sacra catalana, amb peces de Joan Cererols, Francesc Valls, Narcís Casanoves, Ferran Sors, Pau Casals, Josep Vila, Raimon Romaní i Bernat Vivancos.
El Simposi Mundial de Música Coral té lloc cada tres anys en un indret diferent. El 2014 va ser a Seül i el 2020 hagués tingut lloc a Nova Zelanda, però l'organització va decidir cancel·lar l'esdeveniment a causa de l'impacte del COVID-19.